# Journal of Biogeography
Journal of Biogeography (J Biogeogr) ist eine englischsprachige Fachzeitschrift für Biogeographie und Makroökologie.
Es werden Beiträge aus den Bereichen der Makroökologie, Naturschutzbiologie und der Biogeographie sowie der Populationsökologie veröffentlicht. Die Zeitschrift war die erste im Bereich der Biogeographie. Der Impact Factor beträgt 4,3 und sie belegt Platz 60 von 706 Fachzeitschriften.

## Geschichte
Die Zeitschrift erscheint seit 1974 und erscheint mittlerweile in 12 Ausgaben im Jahr und ist Teil des Paketes mit den Zeitschriften Global Ecology and Biogeography und Diversity and Distributions.